# Knippelsbrogade
Knippelsbrogade er en gade på Christianshavn langs Inderhavnen, opkaldt efter Knippelsbro.

## Historie
På hjørnet af Torvegade lå tidligere Det Vestindisk-Guinesiske Kompagnis bygning, hvor sukker fra de danske vestindiske øer blev raffineret. Kompagniet fik i 1670 eneretten på handel med Guineakysten i Afrika samt de danske besiddelser i Vestindien. Det stod også for den danske transatlantiske slavehandel og administrationen af de danske kolonier. I 1754 overtog den danske stat selv ansvaret for aktiviteterne i kolonierne, og selskabet blev opløst.
Kompagniets pakhuse lå ud mod havnen, og administrationsbygningen, kendt som "Den Røde Gård", blev opført i røde sten. Bygningen blev revet ned i 1912. Området var også hjemsted for storkøbmanden Alfred Hages gård, et samlingssted for politikere, videnskabsmænd og kunstnere i 1800-tallet.
Fra 1950'erne og frem blev området præget af nye kontor- og administrationsbygninger. I 1962 opførtes det markante "Ørkenfort" ved Knippelsbro som administrationsbygning for Burmeister & Wain. Bygningen blev tegnet af Palle Suenson og fungerede senere som hovedsæde for Privatbanken og senere Nordea, inden den i 2022 blev omdannet til hotel.
Mellem kajkanten og Strandgade opførte Nordea et kontorkompleks i perioden 1996–2000. De fire blokke, tegnet af Henning Larsens tegnestue, er forbundet af en overdækket gang. Efter Nordeas udflytning til Ørestad, har bygningerne fungeret som hovedsæde for Netcompany.

## Knippelsbrogade i dag
Knippelsbrogade er i dag opdelt i to dele, nord og syd for Torvegade. Den nordlige del hed tidligere Brogade og førte trafikken fra Knippelsbro til Christianshavn. I dag er området hovedsageligt præget af nyere byggeri.
For enden af Knippelsbrogade krydser Cirkelbroen Christianshavns Kanal. Broen blev opført i 2015 og er designet af kunstneren Olafur Eliasson.
- Knippelsbro og Knippelsbrogade set fra nord
- Nicolai Eigtveds Gade 6-20
- Skatteministeriets bygning, Nicolai Eigtveds Gade 22-38
- Havnebusterminalen ved Knippelsbrosgade lige nord for broen
- Knippelsbrogade passerer under Knippelsbro